# Sabato notte si spara
Sabato notte si spara (titolo originale Shotgun Saturday Night) è un romanzo poliziesco del 1987 dello scrittore statunitense Bill Crider, secondo della serie dedicata alle indagini dello sceriffo texano Dan Rhodes.

## Trama
Alla prigione-stazione di polizia della Blacklin County, lo sceriffo Dan Rhodes riceve la visita inaspettata di Bert Ramsey che reca con sé un macabro reperto: un braccio perfettamente amputato, avvolto nel cellophane. Bert racconta di avere anche un altro braccio in auto oltre ad una coppia di gambe spaiate: tutto questo materiale era contenuto in alcune scatole lasciate fra le erbacce nei campi della tenuta degli Adams, dove Ramsey stava lavorando.
Per fortuna di Rhodes, gli arti amputati non sembrano la prova della presenza di un serial killer in azione nella Blacklin County. Le altre incombenze dello sceriffo sono meno sanguinose: una mandria di mucche in libertà davanti ad una chiesa, i "problemi di vista" della novantenne signora Thurman, che chiede aiuto allo sceriffo ogni volta che si fulmina una lampadina. L'altro "problema" di Rhodes riguarda la sua vita personale: che cosa deve fare con Ivy Daniel, deve chiedere alla donna di sposarlo?
Le cose cambiano il sabato sera seguente, quando Bert Ramsey viene ucciso in casa sua con una fucilata. Il delitto è stato scoperto la domenica mattina dalla signora Ramsey, passata a trovare il figlio prima di andare in chiesa. Controllando l'abitazione di Ramsey, lo sceriffo trova numerosi oggetti di valore, e una discreta somma di denaro nascosta, dettagli poco compatibili col tenore di vita di una persona dedita ai lavori saltuari. Un tatuaggio sul corpo di Bert rivela che l'uomo era stato membro della gang di motociclisti chiamata Los Muertos.

## Personaggi
- Dan Rhodes, sceriffo della Blacklin County
- Ruth Grady, vice-sceriffo
- Hack Jensen, aiutante dello sceriffo
- Ivy Daniel, fidanzata di Rhodes
- Lawton, secondino
- Bert Ramsey, factotum, ex membro della gang de Los Muertos
- Signora Ramsey, madre di Bert
- Wyneva Greer, ex ragazza di Bert Ramsey
- Buster Cullens, compagno di Wyneva
- Clyde Ballinger, impresario di pompe funebri
- Rapper, membro della gang de Los Muertos
- Jayse, membro della gang de Los Muertos
- Nellie, membro della gang de Los Muertos

## Edizioni
- Bill Crider, Shotgun Saturday Night, Walker & Co, 1987, ISBN 978-0802756848.
- Bill Crider, Sabato notte si spara, traduzione di Chiara Briganti, collana Il Giallo Mondadori, n. 2069, Mondadori, 1988,  p. 143.
- Bill Crider, Shotgun Saturday Night, Crossroad Press, 2013.